# Adelajda węgierska (zm. 1140)
Adelajda węgierska (ur. ok. 1105–1107, zm. 15 września 1140) – księżniczka węgierska, księżna czeska z dynastii Arpadów.
Była córką Almosa, królewicza węgierskiego, i jego żony Przedsławy, córki Światopełka II Michała, wielkiego księcia kijowskiego.
Około 1123 roku poślubiła Sobiesława I, księcia czeskiego. Z tego małżeństwa pochodzili:
- Władysław, książę na Ołomuńcu,
- Maria, od 1139 żona Leopolda IV, margrabiego Austrii,
- Sobiesław II, ur. 1128(?), zm. 29 stycznia 1180, książę Czech od 1173,
- Oldrzych, ur. 1134, zm. 18 października 1177, książę ołomuniecki,
- Wacław II, ur. 1137, zm. po 1192, książę brneński, ołomuniecki i czeski.